# SS Republic (1871)
SS Republic byl zaoceánský parník vybudovaný v roce 1871 v loděnicích Harland & Wolff v Belfastu pro společnost White Star Line. Původně se měl jmenovat Arctic, ale před spuštěním byl přejmenován.
Byl dlouhý 128 m, široký 12,4 m s tonáží 3 984 BRT. Poháněn byl parou i plachtami na čtyřech stožárech, měl jeden komín a jeden šroub. Mohlo se zde ubytovat 166 pasažérů v 1. třídě a 1 000 ve třetí.
Na vodu byl spuštěn 4. července 1871 a na svou první plavbu z Liverpoolu do New Yorku vyplul 1. února 1872. Na této trase sloužil celých 17 let a na svou poslední plavbu vyplul 16. ledna 1889.
White Star Line poté Republic prodala společnosti Holland America Line, která ho přejmenovala na Maasdam a nechala si jej upravit u G. Forrester & Co. v Liverpoolu. Po dokončení měl kapacitu 150 pasažérů v 1. třídě, 60 ve druhé a 800 ve třetí. Začal sloužit na trase Rotterdam - New York 15. března 1890. O devět let později byl kvůli podmínkám na trhu znovu upraven tak, aby měl jen prostory druhé a třetí třídy. Plul pořád na stejné trase do 6. března 1902.
Pak byl prodán italskému rejdařství, kde byl přejmenován na Vittoria a později téhož roku byl prodán společnosti La Veloce of Genoa a přejmenován na Citta di Napoli. Podstoupil další úpravu, po které mohl ubytovat 1 424 pasažérů ve třetí třídě a 30. září začal sloužit na trase Janov – Neapol – New York. Plul zde až do 27. dubna 1907. Po vyřazení byl roku 1908 prodán a ve službě setrval ještě dva roky, než byl roku 1910 v Janově sešrotován.